# План обводнения Москвы
План обводнения города Москвы — комплекс мер по решению проблем города с водоснабжением и судоходством, принятый 15 июня 1931 года постановлением пленума ЦК ВКП(б) по докладу Лазаря Кагановича. Входил в состав Генплана 1935 года как часть сталинской реконструкции города и создания канала Москва — Волга. Реализован не до конца.
План обводнения Москвы преследовал три основные цели: поднять норму водоснабжения на каждого горожанина с 135 до 500—600 л в сутки, очистить и пополнить русло Москвы-реки и её притоков, проложить новые судоходные магистрали и увеличить долю речных перевозок. Столица должна была получить два «кольца» водных путей для грузовых и пассажирских перевозок.
Детальный план был разработан за два года (с 1931 по 1933), уже в 1932-м началось строительство, торжественное открытие основных объектов состоялось 1 мая 1937. Комплекс из свыше чем 240 сооружений на 128 км (включая 8 ГЭС, 11 плотин, 11 шлюзов) сопоставим по масштабу с Суэцким и Панамским каналами, а по сложности превосходит их. Частью плана обводнения столицы являлись реконструкция, благоустройство и застройка 52 км набережных в черте города, а также возведение мостов и объектов транспортной инфраструктуры.
До сих пор около 60 % воды попадает в столицу через канал имени Москвы. Реализация проекта «Москва — Волга», только по официальным данным, унесла жизни 22 284 человек, подавляющее большинство строителей составляли заключённые Дмитровлага. В столице было снесено свыше трёх тысяч зданий и 700 памятников архитектуры.

## Исторические предпосылки

### Кремлёвские водопроводы (XV—XVIII века)
Первый водопровод построили в Москве уже во времена Ивана Калиты. В Кремле располагался тайный колодец, вода в него подводилась по деревянным трубам и поднималась с помощью ступального колодца — большого колеса, которое крутили мужики, наступая на широкие перекладины.
В 1492 году Иван III повелел построить первый самотёчный водопровод, который начинался от родника в основании Арсенальной башни (этот родник существует до сих пор).
Второй Кремлёвский водопровод построили в 1633 году по совместному проекту англичанина Христофора Галовея и русских мастеров Антипа Константинова и Трефила Шарутина. Забор воды шёл из колодца в основании Водовзводной башни с помощью водонапорной машины на конном приводе. По свинцовым трубам вода подавалась в верхние кремлёвские сады и дворцы. Этот водопровод функционировал чуть больше века, пока не был разрушен пожаром 1737 года.

### Екатерининский водопровод (1805)
В эпоху Екатерины II Москва называлась «сухим» городом, единственным источником питьевой воды были Москва-река и её притоки — Яуза, Неглинка, Жабенка, Черногрязка, Нищенка и другие. Все они были мелководными и загрязнёнными, доступ к чистой колодезной воде имели только самые обеспеченные горожане. Такие неблагоприятные санитарные условия провоцировали вспышки тяжёлых инфекций. Эпидемия чумы в 1771 году унесла жизни четверти населения города, после чего жители обратились к Екатерине II с просьбой провести в город «хорошую воду». По указу императрицы этим вопросом занялся военный инженер Фридрих Вильгельм Бауэр и к 1778 году разработал план создания первого московского водопровода. Однако из-за русско-турецкой войны строительство растянулось на 26 лет и было завершено только в 1805 году. Новый водопровод ежедневно забирал 30 тысяч вёдер воды из мытищинских ключей и подводил их к Самотецкому пруду. Для сохранения чистоты воды над Яузой построили Ростокинский акведук, но большую часть пути ключевая вода проходила под землёй, где смешивалась с грунтовой и попадала в Самотецкий пруд уже загрязнённой. Новый водопровод называли Екатерининским, в честь императрицы, или Мытищинским самотёчным. К началу 1850-х этой воды городу снова перестало хватать.

### Второй мытищинский водопровод (1893)
В 1890—1893 годах был реализован первый проект центрального водоснабжения Москвы — второй мытищинский водопровод, созданный под руководством Андрея Дельвига. Он подводил к городу грунтовые воды верховьев Яузы в объёме 12,5 тысяч м³ (около 1 млн вёдер), к 1903 году — до 43 тысяч м³ в сутки (3,5 млн вёдер). Однако в дальнейшем отдача мытищинских скважин начала падать и в итоге остановилась на 25 тысяч м³ в сутки (2 млн вёдер).

### Москворецкий водопровод (1903)
В 1902 году Николай Петрович Зимин, главный инженер Московского водопровода, предложил забирать воду у деревни Рублёво. Строительство Рублёвской водокачки заняло один год, уже в 1903 году был открыт второй московский водопровод — Москворецкий. Он забирал воду из Москвы-реки и был рассчитан на 260 тысяч м³ в сутки. Увеличение этого объёма было невозможно, поскольку минимальный расход реки составлял 740 тыс. м³ в сутки и 500 тыс. м³ из них были жизненно необходимы для поддержания протока и судоходства. Уже в 1906 году водопроводная вода на Рублёвской водокачке очищалась новейшими «английскими» фильтрами и была признана одной из лучших в мире по качеству. Однако остальные воды Москвы-реки и её притоков значительно пострадали от активного водозабора: в пределах города местами река была глубиной меньше метра и загрязнялась нечистотами.

### Истощение Москвы-реки (1930-е)
Стремительный рост населения Москвы в 1920-х — 1930-х годах (c 1 млн жителей в 1920 году до 3,6 млн в 1936) вызвал серьёзный дефицит питьевой воды. Устранить его должен был новый проект обводнения. Хотя в 1931 году московский водопровод подавал в городскую сеть в три раза больше воды, чем в 1913-м, на каждого жителя в среднем приходилось только 117 литров воды в сутки, тогда как например в Нью-Йорке и Париже на одного человека приходилось свыше 400—500 л/сут, а в крупных европейских столицах — 203—132 л/сут. Основным недостатком москворецкой системы водоснабжения были её ограниченная мощность и питание города водой только с западной стороны. Незначительная часть воды поступала из артезианских скважин в черте города и грунтовых вод.
К 1931 году Москва-река и её притоки достигли крайней степени загрязнения из-за сброса в них канализационных и промышленных вод. Отчёт Санитарного института имени Эрисмана о состоянии Яузы и её притоков на 1934 год обнаружил «сильное загрязнение, в реке плавают фекалии; бактерий 1 145 370/см³; окисляемость 18,4; потребление кислорода 27,9 мг/л». При этом химическая потребность кислорода для нормального существования флоры и фауны в реке составляет 2 мг/л. Оздоровить реку могли только коренное переустройство канализации города и обводнение (промывка) всех русел.
Ещё одной причиной для реконструкции водных путей Москвы стала потребность в увеличении объёмов грузоперевозок. В 1931 году на долю железнодорожного транспорта приходилось 96,7 % всего грузооборота и лишь 3,3 % — на долю водного. Железные дороги не справлялись с перевозкой огромного количества строительных материалов, необходимых для развернувшихся в столице гигантских строек.

## Генеральный план реконструкции водных путей
Согласно сохранившимся архивным документам, первым предложение подвести в Москву волжскую воду выдвинул инженер немецкого происхождения, генерал Вилим Геннин. По указу Петра I в 1710—1720 годах он разработал проект «судового хода из Москвы в Волгу», проведя тщательный гидрографический анализ их бассейнов и составив подробную трассировку требующихся каналов. План Геннина так и не был реализован из-за высокой стоимости и значительного объёма работ, которым не соответствовали технические возможности XVIII века.
В первой четверти XX века Управление московского коммунального хозяйства разрабатывало несколько вариантов обводнения города: артезианский, который предлагал создание артезианских колодцев в черте города, а также запрудный Окский. Последний в 1929 году совместно разработали Мосводопровод и германская фирма «Siemens-Bauunion» как проект дополнительного питания Москвы-реки водой из Оки. Этот проект предлагал построить металлический трубопровод длиной 100 км, его сметная стоимость составляла 100 млн руб. золотом. Промышленность СССР и немецкие фирмы в тот момент не могли произвести и доставить такое большое количество труб. Запрудный (также известный как водохранилищный) вариант предлагал создать ряд водохранилищ путём постройки запруд на реках Истре, Рузе и Москве. Сметная стоимость также равнялась 100 млн рублей, при этом проблема водоснабжения решалась лишь частично. Перечисленные проекты только временно увеличили бы поступление в город питьевой воды, не решая вопрос расширения регулярного крупного судоходства на Москве-реке.
В июне 1931 года Лазарь Каганович узнал о проекте соединения Москвы-реки с Волгой инженера Авдеева и вызвал его на заседание комиссии Политбюро, на котором присутствовали Иосиф Сталин, Вячеслав Молотов, Климент Ворошилов, Григорий Орджоникидзе и другие . Авдеев прочитал доклад по проекту создания самотечного канала: он начинался бы у плотины на Старице выше Твери и по рекам Сестре и Истре направлял бы воду к Москве-реке. Проект Авдеева имел значительные инженерные недостатки, но дал толчок к разработке Дмитровского плана канала Москва-Волга.
Проект разрабатывали специалисты Москаналстроя, организованного при Моссовете в 1931 году, к 1932-му они предложили три плана канала Москва-Волга: Старицкий, Шошинский и Дмитровский.

### Старицкий вариант
Общая длина канала по Старицкому варианту составляла 230 км. Начало наметили от села Родня (12 км выше города Старицы) к Волоколамску, далее мимо Клина через водораздел у Сенежского озера, с выходом к реке Москве у села Тушино. Благодаря высокому уровню Волги в месте начала канала по сравнению с уровнем Москвы-реки это направление допускало подачу воды в город самотёком. По этому плану предлагалось поднять уровень воды в Волге до 175 м с помощью создания насыпей и выемок вверх по 150-километровому отрезку течения, с образованием водохранилища объёмом 2,5 млрд м³.
По заключению специалистов, геологические условия этого варианта были бы крайне неблагоприятными, особенно для возведения высоконапорной (по тем временам) плотины высотой 36,5 м у города Старицы.

### Шошинский вариант
Общая длина канала по Шошинскому варианту составляла 122 км, при этом на канале намечалось шесть шлюзов: два двухкамерных с напором 18-20 м и четыре однокамерных с напором 7-10 м, при каждом из них — по одной насосной станции для перекачки воды из бьефа в бьеф. Общий подъём воды на водораздел достигал 71 м. Подход трассы канала к Москве-реке точно совпадал со схемой его подхода при Старицком варианте, спуск воды проводился через трёхкамерный шлюз у села Тушино, с напором 40 м. Сброс питьевой воды в Истру проектировался, так же как и в Старицком варианте, на расстоянии 60 км от реки Москвы.
Геологические условия Шошинского варианта совпадают со Старицким. Однако благодаря отсутствию глубоких выемок (максимальная глубина выемки 10-11 м) они не должны были значительно усложнить производство работ и не вызывали опасений за устойчивость откосов канала при эксплуатации.

### Дмитровский вариант
По этому варианту общая протяжённость канала составляла 128 км, трасса начиналась в месте впадения в Волгу реки Дубны и направлялась на юг через Дмитров и станцию Икша. Каждая ступень канала представляла собой однокамерный шлюз и насосную станцию. В районе Пестово, расположенного при впадении реки Чёрной в Вязь, канал пересекал водораздел между реками Вязь и Уча и поворачивал на юго-запад. В этом направлении он прорезал Клязьминско-Химкинский водораздел через долину реки Химки и спускался по крутому склону к Москве-реке в районе села Щукино. Проект предусматривал строительство плотины на Волге у села Иваньково для обеспечения равномерного забора воды в канал. Образовавшееся водохранилище предлагалось разделить на две независимые части — судоходную западную и восточную для отстоя питьевой воды. Геологические условия Дмитровского проекта канала были сложными и разнообразными, но в целом более благоприятными, чем у двух других проектов. Для него было проработано несколько десятков вариантов трассы с небольшими отклонениями на отдельных участках, но все они обязательно должны были пройти по двум отрезкам: в долине Яхромы и по Фоминскому болоту. В этой местности Клинско-Дмитровская гряда имела самые низкие отметки и соответственно требовалось меньше работ по устройству трассы канала.

### Сравнение вариантов
|                                                  | Старицкий вариант | Шошинский вариант | Дмитровский вариант |
| ------------------------------------------------ | ----------------- | ----------------- | ------------------- |
| Расстояние от Москвы до Рыбинска                 | 762 км            | 485 км            | 420 км              |
| Расстояние от Москвы до Ленинграда               | 1901 км           | 1626 км           | 1559 км             |
| Расстояние от Москвы до Горького                 | 1263 км           | 986 км            | 921 км              |
| Относительный размер расходов на подачу воды     | 134               | 106               | 100                 |
| Относительная величина расходов на строительство | 200               | 125               | 100                 |

Согласно расчётам, себестоимость перевозки грузов по Старицкому варианту была бы больше на 60 %, по Шошинскому — на 18,5 %, чем по Дмитровскому. Расходы на строительство и подачу воды у Шошинского и Старицкого проектов были выше на 6 и 34 процента, соответственно. Дополнительными преимуществами Дмитровского варианта были меньший объём основных работ по выемке земли и укладке бетона, а также более восточное направление, позволявшее соединить канал с действовавшей Мариинской водной системой более коротким отрезком.
Дмитровское направление канала было утверждено Правительством СССР 1 июня 1932 года. Тогда же к его созданию привлекли коллектив строителей Беломорско-Балтийского канала. Главным инженером стал Сергей Яковлевич Жук, имевший опыт строительства крупных гидротехнических сооружений, а главным инспектором был назначен Александр Иванович Фидман.

## Содержание утверждённого плана
План обводнения предлагал создать в столице два водных кольца из волжской воды. Внешнее кольцо должно было идти от Клязьминского водохранилища по Восточному каналу через Измайловский парк, Текстильщики и Южный порт у Кожухова по Москве-реке к Химкинскому водохранилищу. Внутригородское кольцо получалось бы в результате создания Северного канала, соединяющего Химкинское водохранилище с рекой Яузой.
В план также входило сооружение следующих объектов:
- Химкинское водохранилище;
- Хорошёвский канал (спрямление);
- Карамышевский канал (спрямление);
- Андреевское спрямление;
- Дорогомиловское спрямление;
- Северный речной порт;
- Южный речной порт;
- Восточный канал;
- Северный канал;
- Перервинский гидроузел;
- Восточная водопроводная станция;
- Реконструкция Яузы и набережных[54].

План обводнения Москвы предусматривал общую мощность Московского водопровода в 180 млн вёдер в сутки, или 2,2 млн м³, то есть ежесекундный расход в 25,5 м³/сек. Подачу воды должны были осуществлять три новые станции: Северная и Восточная в восточной части города, Пролетарская — на юго-востоке. С запада вода должна была поступать от уже существующих Рублёвской и Черепковской станций. Обеспечивать необходимое количество воды должно было первое на Волге водохранилище — «Московское море» площадью 327 км², в два раза больше территории дореволюционной Москвы. Общая ёмкость Иваньковского водохранилища составила 1120 млн м³, что позволяет ежегодно забирать из него до 1 млрд м³ воды.

## Реализация

### Химкинское водохранилище
| Параметр                                          | Размер                   |
| ------------------------------------------------- | ------------------------ |
| Химкинская плотина Химкинская плотина             | Химкинская плотина       |
| длина                                             | 1600 м                   |
| ширина по основанию                               | 210 м                    |
| ширина по гребню                                  | 12 м                     |
| высота                                            | 34 м                     |
| Химкинское водохранилище Химкинское водохранилище | Химкинское водохранилище |
| площадь                                           | 4 км²                    |
| объём                                             | 29 млн м³                |
| длина                                             | 9 км                     |
| наибольшая ширина                                 | 800 м                    |
| средняя глубина                                   | 7 м                      |

Водоём был образован в 1937 году созданием плотины на реке Химке. От плотины к западу отходит канал с двухкамерными шлюзами № 7 и 8, по которым суда спускаются к Москве. Над водохранилищем был построен Химкинский железнодорожный мост, он был заложен в ноябре 1934 года и сдан в эксплуатацию 4 ноября 1935 года. Автор проекта Аполлон Белоголов предложил оригинальное решение — расположить два железнодорожных пути внутри арки моста и ещё два — снаружи, на консолях. Мост такой высоты (116 метров размах арки) и необычной конструкции (распорный, бесшарнирный) был на тот момент единственным в СССР.

### Хорошёвский канал (спрямление)
длина канала — 1,9 км
 ширина по воде — 87 м
 ширина по дну — 63,4 м
 глубина после постройки — 3,5 м
 глубина после реконструкции — 5,5 м
Канал «Хорошёвское спрямление» построен в 1937 году по проекту архитектора В. А. Петрова вместе с Хорошёвским мостом и является «естественным продолжением» Канала имени Москвы. Находится в районе Хорошёво-Мнёвники на северо-западе Москвы между Серебряным Бором и набережной Новикова-Прибоя. Раньше в этом месте была излучина длиной 6,5 км и небольшой глубиной, крайне неудобная для судоходства. С постройкой канала длина судоходного фарватера сократилась на 4,6 км. Спрямление Хорошёвской излучины было выполнено в виде судоходного Хорошёвского канала длиной 1,9 км. Старое русло сохранили, построив заградительные ворота оригинальной конструкции. На спрямлении возвели гранитную пристань «Серебряный Бор-3».
В июне 1937 года было открыто движение по Хорошёвскому мосту (длина среднего пролёта составляет 100,8 м и по 23,75 м у береговых). Высота моста является достаточной для беспрепятственного прохода речных судов по Хорошёвскому спрямлению. Общая длина моста около 187 метров, общая ширина — 25 метров, ширина проезжей части — 19 метров. Мост пересекает Хорошёвский канал под углом 67 градусов. Проект разработали архитектор Иосиф Соломонович Фридлянд и инженер А. А. Белоголовый.

### Карамышевский канал (спрямление)
Судоходный канал «Карамышевский», спрямляющий девятикилометровую Мнёвниковскую излучину Москвы-реки, был построен в 1937 году. Вместе с одноимёнными мостом, плотиной, ГЭС и судоходным шлюзом № 9, канал входит в состав Карамышевского гидроузла. Его длина составляет один километр, глубина — около 30 метров. Созданный канал сократил судоходный фарватер на 8 км и снизилась интенсивность навигации мимо Фили-Кунцевского лесопарка.

### Восточный водопроводный канал
Восточный водопроводный канал длиной 28 км служит для подачи воды от Учинского водохранилища к Сталинской (позднее — Восточной) водопроводной станции. Канал спроектирован в две нитки, открытые участки облицованы бетонными и железобетонными плитами с гидроизоляцией. Вблизи заселённых местностей водопровод убран в закрытые железобетонные трубопроводы. Вдоль всей трассы канала создана зона санитарной охраны. Пропускная способность на момент открытия составляла 18м³/сек, из них 16 м³/сек — полезная подача воды к Восточной и Пролетарской станциям. Восточный водопроводный канал был первым сооружением подобного типа в СССР, при строительстве было допущено много ошибок и его пришлось несколько раз серьёзно дорабатывать. После первой промывки канала 1 мая 1937 года потребовалось три капитальных ремонта, и только к зиме 1939 года он начал полноценно работать.

### Северный речной порт
Северная гавань, или Северный Химкинский порт, расположена на Химкинском водохранилище. Порт был построен в 1937 году и имел 12 складов. По проекту большую часть грузооборота должны были составить лесные грузы и минеральные строительные материалы. Набережная грузовой гавани имела шесть причалов, также в порту построили здание Управления порта, здание для рабочих, дом связи, очистную станцию и Северный речной пассажирский вокзал.

### Южный речной порт
Южная (Кожуховская) гавань была открыта для судов с 15 сентября 1939 года, расположена на территории Сукина болота около деревни Кожухово на левом берегу Москвы-реки выше Перервинской плотины. На территории гавани находились четыре склада, ряд служебных помещений и здание Южного речного пассажирского вокзала. Южный речной порт в основном использовался для грузовых перевозок и имел выход к широкой сети железнодорожных путей.

### Реконструкция Яузы
Большая часть работ по строительству набережных была закончена к 1940 году. По Генеральному плану Яуза должна была войти в Водное кольцо Москвы. Реконструкция реки Яузы включала в себя:
- «одевание» берегов в гранит в пределах судоходного участка реки;
- обустройство набережных;
- реконструкцию старых и постройку новых мостов;
- постройку четырёх гидроузлов со шлюзами для обеспечения судоходства в рамках внутригородского водного кольца[80].

Значительная часть проекта была реализована, однако не были построены три из четырёх гидроузлов и часть набережных. В 1940 году в трёх километрах от устья реки был возведён Сыромятнический гидроузел с судоходным шлюзом. Ниже плотины, у правого берега установлены мусороулавливающие боны. Для обводнения Яузы в 1940 году был построен небольшой Лихоборский (Головинский) деривационный канал по которому из Химкинского водохранилища вода поступает в Головинские пруды и далее — в реку Лихоборку, приток Яузы. Канал прошёл по трассе одного из участков Северного канала.

### Набережные
План реконструкции столицы предлагал превратить набережные Москвы-реки в основную магистраль города, облицевать гранитом берега и создать широкие проездные улицы со сквозным движением. К концу 1935 года предполагалось закончить 15 км набережных Москвы-реки, ещё 46 км — к 1938-му. Также планировалось отделать гранитом восемь километров берега водоотводного канала и 20 км набережных Яузы. Набережные этих двух рек отводились целиком под жилую застройку и должны были получить достойное архитектурное оформление, новые сходы и пассажирские пристани. Реконструкция включала в себя строительство девять новых мостов и ремонт трёх старых.
Каждому участку разрабатывался индивидуальный план, учитывавший стиль исторической застройки, трассировку прилегающих улиц, форму мостов и прочие факторы. Для выполнения этой работы пригласили лучших архитекторов и выделили значительный бюджет. Однако, из-за войны проект сильно скорректировали и уменьшили финансирование, поэтому некоторые участки остались необустроенными.
В план были включены следующие набережные:
- Краснопресненская;
- Смоленская;
- Дорогомиловская;
- Бережковская;
- Причальная;
- Котельническая;
- Новоспасская;
- Ростовская[86].

### Восточная насосно-очистительная станция
Строительство станции не входило в общий комплекс канала Москва-Волга и неоднократно перепоручалось разным ведомствам. Изначально проект вёл Моссовет, затем Москваволгострой, с конца 1937 года строительство передали самостоятельной организацией под управлением НКВД.
Эта станция была крупнейшей в СССР и одной из самых больших в мире. Общее число зданий и сооружений на станции — 56, внутренний объём помещений — около 1 млн м³. Для постройки всех объектов, каналов и траншей станции пришлось вынуть 143 тыс. м³ грунта. По территории проложили 25 км дорог, сотрудники при осмотре перегородок одного смесителя проходили путь больше километра. По первоначальному проекту станция была рассчитана на обработку и подачу в водопроводную сеть 50 млн м³ воды в сутки, при расширении отдельных звеньев — до 60 млн м³, мощность установленных электродвигателей — 17,5 тыс. квт.
Для обслуживания станции был создан рабочий посёлок на 7 домов (156 квартир) с клубом, школой, поликлиникой и магазином.

### Перервинский гидроузел
Первый узел судоходных сооружений у с. Перерва открылся ещё в 1875 году, в него входили маломерный шлюз и разборная плотина системы Пуарэ, которая устанавливалась только на лето. К 30-м годам 20-го века сооружения обветшали и весь гидроузел решено было полностью перестроить. Новая Перервинская плотина строилась 22 месяца, с весенним перерывом на время паводка.
В 1935 году на месте обветшавшей плотины в районе царской резиденции Коломенское был открыт Большой Перервинский узел. В его состав вошли: водосливная железобетонная плотина с семью пролётами, перекрытыми стальными затворами, а также Перервинская ГЭС и шлюз № 10 с большой камерой для пропуска крупных судов. В деривационном канале старого узла построили Малый Перервинский узел со шлюзом № 11 для пропуска маломерных судов в основном пригородного сообщения, и использования энергии перепада воды для выработки электричества. Малый Перервинский узел и ГЭС были закончены осенью 1937 года.
Перервинская ГЭС расположена на Москве-реке у шлюза № 10, работает на стоке и обводнительном расходе реки, используя напор от Перервинской плотины.
Аналогично Карамышевской ГЭС, Перервинская ГЭС оборудована двумя вертикальными пропеллерными турбинами с поворотными лопастями типа «Каплан» мощностью по 1350 квт, 125 об/мин, вращающими вертикальные синхронные гидрогенераторы трёхфазного переменного тока напряжением 6300 в. Станция имеет суточное регулирование, отдавая и накапливая воду в соответствии с графиком нагрузок Мосэнерго. Благодаря наличию большого водохранилища, станция может быть в любое время использована как аварийный резерв для системы Мосэнерго за счёт дополнительной сработки верхнего бьефа. Перервинская ГЭС в 1938 году выработала 14,5 млн квт/ч, в 1939 г. — 14,2 млн. Стоимость строительства Перервинской плотины составила 6,6 млн рублей, тогда как в смете планировалось потратить 8,1 млн рублей.
Шлюз № 11 маломерный, используется для пригородного пассажирского движения, длина — 55 м, ширина — 15 м и глубина 2,5 м.

## Нереализованные проекты

### Андреевское спрямление
Канал «Андреевское спрямление» (или «Лужнецкое спрямление») должен был появиться на территории нынешних районов Москвы: Гагаринского, Академического, Донского и Нагатино-Садовники. Его начало планировалось около Андреевского монастыря и должно было проходить в юго-восточном направлении почти по прямой линии, соединение с Москвой-рекой планировалось в месте перехода 1-го Нагатинского проезда в Нагатинскую набережную. Андреевское спрямление позволило бы трёхпалубным волжским пароходам проходить в Южную гавань, но этот проект так и не был осуществлён.

### Хлебниковский участок

#### Долгопрудненское водохранилище
Долгопрудненское водохранилище должно было стать источником воды для Северной водопроводной станции. В нём планировали проводить первичную очистку воды путём отстаивания, чтобы крупные примеси осаждались на дно. Объём водохранилища должен был составить 18 млн м³, площадь водной поверхности — 3.8 км². Это было бы самое маленькое водохранилище среди всех остальных искусственных озёр канала. Проект был уникальным, так как уровень водохранилища был бы на 18 метров выше уровня канала в месте забора воды. Для этого планировалось построить насосную станцию № 187 и дамбу, которая разделила бы и наполовину затопила деревню Грибки, западную часть села Виноградово и усадьбу Банзы.
Реализацию объекта остановило начало Великой Отечественной войны, к нему вернулись только в 1946 году. Однако при повторном рассмотрении выяснилось, что сток поверхностных вод с близлежащих населённых пунктов может привести к сильному загрязнению будущего водохранилища. Строительство было остановлено, а для водозабора с северной части Москвы выбрали Пироговское водохранилище.

#### Правобережная башня заградительных ворот № 121
Владимир Фёдорович Кринский (автор проект шлюзов № 7 и № 8, а также соавтор проектов Северного речного порта и «Дома Наркомвода») подготовил в 1936 проект долгопрудненских заградительных ворот и башен 107-м км трассы канала Москва-Волга. Этот участок находится на месте Глубокой выемки (часть канала между рекой Клязьмой и рекой Химкой глубиной до 37 м), заградительные ворота и башни предназначались для предотвращения возможных оползней, которые могли вызывать плывуны на берегах выемки. Правобережная башня, задуманная как декоративный элемент, не была построена из-за экономии бюджета.

#### Мост Рогачёвского тракта
Мост № 407 существовал на плане канала Москва-Волга и должен был соединять берега Глубокой выемки у деревни Лихачёво для пропуска Старо-Рогачёвского тракта. Мост не был построен, так как основной транспортный поток перенаправили на Савёловскую железную дорогу и Дмитровское шоссе.

### Восточный судоходный канал
Восточный канал планировался как вторая очередь канала Москва-Волга, он должен был обходить Москву с востока и соединиться с Москвой-рекой в районе Южного порта. Начинаясь на Клязьминском водохранилище, канал должен был идти к Мытищам, затем в районе нынешней трассы МКАД до Кусково, и там резко поворачивать на запад-юго-запад в сторону Южной гавани. Активное строительство столицы после окончания Великой Отечественной войны сделало невозможным выход канала в Южный порт, и проект был заморожен.

### Северный судоходный канал
Трасса Северного канала должна была начинаться в районе метро «Войковская» и направляться к реке Лихоборке, пересекая Ленинградское шоссе, Коптево и Академические пруды. Северный канал должен был соединить реконструированную Яузу с Химкинским водохранилищем, образуя второе водное кольцо Москвы.
Проект считался актуальным до 1960-х годов, для него был проложен широкий Коптевский бульвар и остались незастроенными поймы реки Лихоборки. Высота берегов Яузы была рассчитана с учётом её наполнения водой из Лихоборки и небольшой системы водохранилищ. С течением времени Москва разрослась и Северный судоходный канал, который должен был располагаться на окраинах, оказался глубоко в черте города и потерял изначальное значение. Реализована была только небольшая часть плана — несудоходный канал от Химкинского водохранилища до Лихоборских прудов.

## Итоги
По результатам второй пятилетки Москва получила полное бесперебойное снабжение водопроводной водой, Москва-река стала глубоководной, по ней проложили судоходный путь на Волгу и северные речные пути.
К 1938 году в два раза увеличились протяжённость Московской канализационной сети и количество подключённых к ней домовладений. Мощность очистных сооружений выросла в 8,9 раза. Общая протяжённость облицованных набережных Яузы и Москвы-реки достигла 47,2 км, относительно 2,3 км в 1933 году. К концу 1939 года водоснабжение достигло 240 л на человека в сутки. Благодаря всем предпринятым действиям, к 1937 году состав речной воды в черте города резко улучшился. Биохимическая потребность кислорода снизилась до 5,9 мг/л, растворённый кислород повысился до 4,3 мг/л, уменьшилась цветность.
Канал Москва-Волга дал мощный импульс экономическому развитию столицы и Подмосковья и положил начало преобразованию всей водно-транспортной системы страны. Даже спустя 75 лет после ввода в эксплуатацию канал остаётся жизненно важным: без него водных ресурсов хватило бы только половине жителей города.
Реконструкция Москвы во многом была проектом пропагандистским, демонстрацией намерения большевиков подчинить себе природу и насильно модернизировать Россию и её народ. Строительство канала называлась «великой школой перевоспитания правонарушителей» и контролировались НКВД. Цена создания канала: минимум 22 тысячи погибших на строительстве заключённых, около ста перемещённых или затопленных населённых пунктов, использование труда более миллиона человек, работавших в невыносимых условиях. На месте будущего канала в Москве было снесено не только огромное количество ветхих строений, но и более трёх тысяч зданий исторической застройки, в том числе около 700 памятников архитектуры.